# Jemen-Report
Der Jemen-Report ist eine interdisziplinäre Fachzeitschrift, welche von der Deutsch-Jemenitischen Gesellschaft e. V. (DJG) herausgegeben wird. Sie behandelt alle den Jemen betreffenden Themen und berichtet über aktuelle Aktivitäten der Gesellschaft. Es erscheinen seit 1970 in der Regel zwei Ausgaben pro Jahr. Der Jemen-Report ist eine der wichtigsten Quellen im deutschsprachigen Raum zu aktuellen Kenntnissen und Entwicklungen aus Forschung, Kultur und Gesellschaft des Jemen. Seine akademischen Beiträge unterliegen einem peer-review Verfahren.